# Henry Brand (2. wicehrabia Hampden)
Henry Brand, 2. wicehrabia Hampden (ur. 2 maja 1841 w Plymouth, zm. 22 listopada 1906 w Londynie) – brytyjski arystokrata i polityk, członek Partii Liberalnej. Dwukrotny członek Izby Gmin (1868–1874, 1880–1886), dziedziczny członek Izby Lordów (1892–1906), gubernator Nowej Południowej Walii (1895–1899).

## Życiorys
Był najstarszym synem prominentnego polityka Partii Liberalnej, Henry’ego Branda, spikera Izby Gmin w latach 1872–1884, kreowanego następnie parem dziedzicznym jako wicehrabia Hampden.
W latach 1858–1865 służył w armii. Przez pewien czas był m.in. adiutantem gubernatora generalnego Kanady. Następnie poszedł w ślady ojca i w wieku 27 lat po raz pierwszy został posłem z kręgu wyborczego Hertfordshire. W 1874 stracił mandat parlamentarny, lecz w 1880 został wybrany ponownie, tym razem w okręgu wyborczym Stroud. W 1886 bez powodzenia startował z okręgu wyborczego Cardiff.
W 1892 odziedziczył tytuł szlachecki zmarłego ojca i tym samym został członkiem Izby Lordów. W czerwcu 1895 przyjął nominację na stanowisko gubernatora Nowej Południowej Walii, które oficjalnie objął w listopadzie tego samego roku. Okres jego urzędowania uważa się za czas politycznej stabilności w kolonii, którą przez cały ten czas rządził premier George Reid. W marcu 1899 podał się do dymisji i postanowił niezwłocznie powrócić do Anglii, motywując to planami matrymonialnymi swojego najstarszego syna. Po powrocie do kraju przeszedł na polityczną emeryturę, na której przeżył jeszcze siedem lat. Zmarł 22 listopada 1906 w wieku 65 lat.